# Escombres-et-le-Chesnois
Escombres-et-le-Chesnois è un comune francese di 341 abitanti situato nel dipartimento delle Ardenne nella regione del Grand Est.

## Società

### Evoluzione demografica
Abitanti censiti